# Бельково (Кошалінський повіт)
Бельково (пол. Bielkowo) — село в Польщі, у гміні Сянув Кошалінського повіту Західнопоморського воєводства.
Населення — 244 особи (2011).

## Демографія
Демографічна структура станом на 31 березня 2011 року:
|          | Загалом | Допрацездатний вік | Працездатний вік | Постпрацездатний вік |
| -------- | ------- | ------------------ | ---------------- | -------------------- |
| Чоловіки | 117     | 19                 | 91               | 7                    |
| Жінки    | 127     | 27                 | 78               | 22                   |
| Разом    | 244     | 46                 | 169              | 29                   |